# Allsvenskan i rugby
Allsvenskan i rugby kallas den högsta serien i svensk rugby. SM i rugby avgörs genom ett slutspel mellan de främsta lagen i allsvenskan.    

## Svenska mästare, herrar, genom åren[källabehövs]
| - 2024 - Stockholm Exiles RFC - 2023 - Stockholm Exiles RFC - 2022 - Pingvin RC - 2021 – Stockholm Exiles RFC - 2020 – Stockholm Exiles RFC - 2019 – Stockholm Exiles RFC - 2018 – Stockholm Exiles RFC - 2017 – Stockholm Exiles RFC - 2016 – Stockholm Exiles RFC - 2015 – Stockholm Exiles RFC - 2014 – Stockholm Exiles RFC - 2013 – Stockholm Exiles RFC - 2012 – Stockholm Exiles RFC - 2011 – Enköpings RK - 2010 – Stockholm Exiles RFC - 2009 – Enköpings RK - 2008 – Stockholm Exiles RFC - 2007 – Enköpings RK - 2006 – Enköpings RK - 2005 – Stockholm Exiles RFC - 2004 – Stockholm Exiles RFC - 2003 – Pingvin RC - 2002 – Stockholm Exiles RFC - 2001 – Vänersborgs RK - 2000 – Pingvin RC - 1999 – Pingvin RC - 1998 – Pingvin RC - 1997 – Pingvin RC - 1996 – Pingvin RC - 1995 – Pingvin RC - 1994 – Pingvin RC - 1993 – Pingvin RC - 1992 – Pingvin RC - 1991 – Pingvin RC - 1990 – Enköpings RK - 1989 – Stockholm Exiles RFC - 1988 – Enköpings RK - 1987 – Enköpings RK - 1986 – Enköpings RK - 1985 – Enköpings RK - 1984 – Enköpings RK - 1983 – Enköpings RK - 1982 – Enköpings RK - 1981 – Enköpings RK | - 1980 – Enköpings RK - 1979 – Enköpings RK - 1978 – Enköpings RK - 1977 – Uppsala RFC - 1976 – Enköpings RK - 1975 – Enköpings RK - 1974 – Enköpings RK - 1973 – Enköpings RK - 1972 – Stockholm Exiles RFC - 1971 – IFK Vänersborg - 1970 – Uppsala RFC - 1969 – Uppsala RFC - 1968 – IF Attila - 1967 – Malmö RC - 1966 – Exiles RFC - 1965 – Malmö RC - 1964 – Malmö RC - 1963 – Malmö RC - 1962 – Malmö RC - 1961 – IF Attila - 1960 – Ingen mästare - 1959 – Malmö RC - 1958 – IF Attila - 1957 – IF Attila - 1956 – Älvsjö AIK - 1955 – Älvsjö AIK - 1954 – Älvsjö AIK - 1953 – Älvsjö AIK - 1952 – Älvsjö AIK - 1951 – IK Göta - 1950 – IK Göta - 1949 – Västerås RK - 1948 – IK Göta - 1947 – IK Göta - 1946 – RK Pantern - 1945 – Stockholms RK - 1944 – IK Göta - 1943 – IK Göta |

## Svenska mästare, damer, genom åren[källabehövs]
| - 1983 - Trollhättan RC - 1984 - Enköpings RK - 1985 - Riddarsporen RK - 1986 - Enköpings RK - 1987 - Enköpings RK - 1988 - RK Getingarna - 1989 - Stockholm RK - 1990 - Stockholm RK - 1991 - Stockholm RK - 1992 - Stockholm RK - 1993 - Stockholm Exiles RFC - 1994 - Pingvin RC - 1995 - Vänersborg RK - 1996 - Vänersborg RK - 1997 - Stockholm Exiles RFC - 1998 - Stockholm Exiles RFC - 1999 - Enköpings RK - 2000 - Stockholm Exiles RFC - 2001 - Stockholm Exiles RFC - 2002 - Vänersborg RK - 2003 - Pingvin RC - 2004 - Stockholm Exiles RFC - 2005 - Stockholm Exiles RFC - 2006 - Stockholm Exiles RFC - 2007 - Stockholm Exiles RFC - 2008 - Göteborg RK - 2009 - Göteborg RK - 2010 - Enköpings RK - 2011 - Göteborg RK - 2012 - Göteborg RK - 2013 - Göteborg RK - 2014 - Göteborg RK - 2015 - Göteborg RK - 2016 - Stockholm Exiles RFC - 2017 - Vänersborgs RK - 2018 - - 2019 - Stockholm Exiles RFC - 2020 - Enköpings RK - 2021 - Skåne Ladies - 2022 - - 2023 - Stockholm Exiles RFC - 2024 - Stockholm Exiles RFC |

### Fotnoter
1. ↑  ”Serier | FX”. www.profixio.com. https://www.profixio.com/fx/serieoppsett.php?t=SRF_SERIE_AVD16854&k=LS16854&p=1. Läst 21 maj 2025.
2. 1 2  Erik Aldaeus (12 oktober 2013). ”Stockholm och Göteborg rugbymästare”. SVT Sport. http://www.svt.se/sport/stockholm-och-goteborg-rugbymastare. Läst 12 oktober 2013.